# Bailando con Maria
Bailando con Maria es una película documental italiana de 2014 dirigido por Ivan Gergolet. Fue presentado en la Semana de los Críticos Internacionales del 71.o Festival Internacional de Cine de Venecia.
La película es sobre María Fux, una bailarina argentina de 90 años, coreógrafa y danzaterapeuta.
La película muestra las actividades de Maria en el estudio en su casa en Buenos Aires, con personas con discapacidad y extracción social diferente.
Estuvo en los nombramientos para la categoría documental de 28.o Premios del Cine Europeo en 2015.